# Sakanoue no Tamuramaro
Sakanoue no Tamuramaro, japonski samuraj, general in šogun, * 758, † 811.